# اتوود (تنسی)
آتوود(به انگلیسی: Atwood) شهری در ایالت تنسی کشور ایالات متحده آمریکا است که جمعیت آن در سرشماری سال ۲۰۱۰ میلادی، ۹۳۸ نفر بوده‌است.